# Manipel
Manipel ([maˈniːpl̩] von lateinisch manipulus, von manus, „Hand(voll), Schar“) war die Bezeichnung eines Truppenkörpers in der taktischen Zusammensetzung einer römischen Legion.

## Die römische Phalanxtaktik in der Königszeit und in der anfänglichen Republik

Aufstellung der römischen Legion in der Phalanxformation zur Königszeit und frühen Zeit der Republik

In den für glaubwürdig gehaltenen Überlieferungen operierte das römische Bürgerheer ursprünglich, vermutlich ab dem 6. Jahrhundert v. Chr. unter dem König Servius Tullius, nach etruskischem und griechischem Vorbild in der Schlacht als schwer bewaffnete Phalanx. Diese war in einer Front von 500 bis 600 Mann aufgestellt und in der Tiefe zu 6 Mann gestaffelt. Durch Marcus Furius Camillus soll im 4. Jahrhundert v. Chr. die aus einer Formation bestehende Phalanx zugunsten einer aus drei Kampflinien operierenden, beweglichen Manipularlegion aufgegeben worden sein. Damit wurde der Kampfverband in die Lage versetzt, schnell und flexibel auf die Schlachtordnungen und Taktiken des Gegners zu reagieren. Es hatte sich insbesondere im Einsatz gegen unabhängig voneinander agierende Gruppen gezeigt, dass die bisherige große Phalanxanordnung dagegen zu schwerfällig und ineffektiv war.

## Manipulartaktik in der frühen Republik

Aufstellung der römischen Manipularlegion zur Zeit der Republik (nach der Reform des Marcus Furius Camillus)

Die Legion gliederte sich in der frühen römischen Republik in drei unterschiedlich bemannte und ausgerüstete Treffen (acies triplex), die in jeweils 10 Manipel geordnet waren. Die Manipel in den ersten beiden Treffen hatten eine Stärke von 120 bis 160 Mann. Im dritten Treffen, das als taktische Reserve diente, waren die Manipel mit 60 Mann besetzt. Ein Manipel gliederte sich in zwei Centurien, die kleinste taktische Einheit, und wurde vom Centurio der rechten, ranghöheren Centurie befehligt. Der ranghöchste Centurio der Legion, der primus pilus, kommandierte das erste, am rechten Flügel platzierte Manipel. Abgestuft im Rang folgten die Centurionen der nächsten Manipel. Der Rang eines primus pilus war in der Oberkommandostruktur der Legion angesiedelt. Der erste Centurio war ständiger Teilnehmer am Kriegsrat des Feldherrn. Jeder Centurie war ein weiterer Offizier, ein den Centurio stellvertretender Assistent (Optio), und der ersten Centurie eines Manipels ein Standartenträger (Signifer) sowie ein Hornbläser (Cornicen) zugeteilt.
Der Abstand zwischen den Verbänden entsprach der Breite eines Manipels. Die Einheiten hatten in der Tiefe eine schachbrettartige Anordnung, damit die Lücken in der Linie durch das jeweilige hintere Treffen gedeckt und eventuell bei Bedarf geschlossen werden konnten. Die genaue Funktionsweise dieser Anordnung, einer sogenannten Quincunx, in der Schlacht ist nicht eindeutig überliefert.

## Manipulartaktik in der späteren Republik
Vermutlich im zweiten punischen Krieg erreichte die Manipulartaktik unter Scipio zunächst in Spanien ihren Höhepunkt. Durch ihn wurde die Beweglichkeit der Manipularstruktur vollends ausgenutzt, indem er die Formationen kurz vor der Schlacht von Ilipa zügig umgruppierte und die Manipel zu stärkeren Verbänden zusammenführte. Der Gegner wurde mit der schnell geänderten Schlachtordnung völlig überrascht und geschlagen.
In den makedonisch-römischen Kriegen, insbesondere in der Schlacht von Pydna, zeigte sich wiederholt die Überlegenheit einer dynamisch gelenkten Manipularlegion gegenüber einer schwerfälligen Phalanxformation. Es gelang einzelnen Manipeln, unter der Führung taktisch selbständig agierender Centurionen, vernichtend in die ungeschützten Flanken oder in auftretende Lücken der Phalanx einzudringen. Diese Öffnungen entstanden im Schlachtverlauf zum einen durch den unregelmäßigen Druck innerhalb der Formation, der durch Geländeunebenheiten bedingt die geschlossene und homogene Vorwärtsbewegung einer Phalanx nahezu unmöglich machte. Zum anderen waren die vorderen Reihen der Phalanx einer Salve von Pila ausgesetzt, die die nur mit einem kleinen Schild ausgerüsteten getroffenen Phalangiten sofort außer Gefecht setzten. Gelang es den Römern, in die Lücken vorzustoßen, war der Phalangit im Gedränge chancenlos gegen den Legionär, der für den Nahkampf optimal ausgerüstet und ausgebildet war.

## Vorteile der Manipulartaktik
Die Legion in Manipeln aufzustellen, war vor allem in unwegsamem Terrain wesentlich einfacher, als eine Phalanx in voller Breite zu bilden. Die Legion wurde insgesamt während der Schlacht flexibler und verwendungsfähiger und bekam durch die dritte Linie eine taktische Reserve. Der Feldherr und vor allem die unterbefehlshabenden Offiziere konnten sich in der Schlacht auf veränderte Bedingungen einstellen und schnell reagieren. Durch das schnelle taktische Verlegen und den Einsatz einiger Manipel an den jeweiligen Brennpunkt der Schlacht konnte der errungene Vorteil zumeist in einen Sieg verwandelt werden.

## Nachteile der Manipulartaktik

Aufstellung der römischen Legion in der Kohortenanordnung, zu Zeiten der späteren Republik, nach erfolgten Heeresreformen.

Besonders die verlustreichen Abwehrkämpfe gegen die germanischen Völker zum Ende des 2. Jahrhunderts v. Chr. zeigten die Nachteile einer reinen Manipularlegion auf. Gegen den schnellen Ansturm großer Heerscharen erwies sich die bisherige Manipularaufstellung in der Kampflinie als zu schwach und lückenhaft. Die daraus in vermutlich mehreren Heeresreformen gezogenen Konsequenzen waren die Einführung einer einheitlichen Bewaffnung und Truppengattung. Zudem wurden die 30 Manipel einer Legion in 10 Kohorten eingeteilt. Die Grundstruktur der Schlachtordnung, eine Formation aus mindestens drei hintereinander versetzt aufgestellten Treffen, wurde beibehalten. Die erste Linie führte vier Kohorten in der Front, wobei die zweite und dritte Linie aus jeweils drei versetzt angeordneten Kohorten gebildet wurden, welche die jeweiligen Lücken der Vorderreihen deckten. Mit Einführung der Kohortentaktik wurde die Schlag- und Widerstandskraft einer Legion gesteigert, ohne damit die Vorteile eines Manipularsystems aufzugeben.
Spätestens zu Beginn des 1. Jahrhunderts v. Chr. wurde anstelle des Manipels die Kohorte die wichtigste Taktische Einheit innerhalb der Legion.